# Charles Barry (écrivain)
Pour les articles homonymes, voir Charles Barry, Barry et Bryson.
Charles Barry, pseudonyme de Charles Bryson, né à Belfast en 1877 et mort en 1963, est un auteur britannique de roman policier.

## Biographie
Diplômé de l'Université Queen's de Belfast, il participe à la Première Guerre mondiale comme agent des services secrets. En 1916, il se rend en Russie dans l’intention officielle d’apprendre la langue et se trouve sur place lorsqu'éclate la Révolution russe de 1917.
Au milieu des années 1920, il décide de se lancer dans l’écriture. Il adopte le pseudonyme de Charles Barry pour publier un premier roman policier, The Smaller Penny (1925), où apparaît  l’inspecteur Lawrence Gilmartin de Scotland Yard. Dans Le Détective en vacances (1926), Gilmartin séjourne en France dans la région du Lavandou et prête main-forte à la police française dans l'enquête sur le meurtre d’un marin anglais lié à un trafic de drogue. Dans The Witness at the Window (1927), dans une investigation en territoire britannique, il doit composer avec un détective français assez irritant, qui se révèle une parodie à peine voilée du Hercule Poirot d’Agatha Christie. Au fil des quinze titres de la série, Gilmartin monte en grade et devient superintendant. Dans le dernier roman de la série, Nicholas Lattermole (1939), le détective privé qui porte ce nom, écroué pour détournement de fonds, rédige à sa sortie de prison le récit de sa première enquête qui, dans la deuxième partie du roman, est démenti point par point par un collègue de Gilmartin. Diversifiées par leurs intrigues et leur ton, les œuvres de la série Gilmartin évitent donc les redites.
En 1939, année de la dernière aventure de Gilmartin, paraît également, toujours sous le pseudonyme de Charles Barry, une autobiographie intitulée Unsought Adventure : Autobiographical Reminiscences. L’année suivante, l'écrivain donne un roman policier sans héros récurrent, puis cesse de publier et, pendant la Deuxième Guerre mondiale, redevient espion pour le compte du British Intelligence Office. Il ne reprend la plume qu’en 1951 pour un ultime roman policier, Secrecy at Sandhurst, qui lorgne vers le roman d’espionnage.

## Œuvre

### Romans

#### SérieInspecteur Lawrence Gilmartin
- The Smaller Penny (1925)
- The Detective’s Holiday	 (1926) Publié en français sous le titre Le Détective en vacances, Paris, Librairie des Champs-Élysées, Le Masque no 136, 1933
- The Mouls House Mystery (1926)
- The Corpse on the Bridge (1927) Publié en français sous le titre Le Moine d’Adelborough, Paris, Alexis Rieder, coll. Le Domino noir no 8, 1932
- The Witness at the Window (1927)
- The Clue of the Clot (1928) Publié en français sous le titre La Tache de sang, Paris, Alexis Rieder, coll. Le Domino noir no 12, 1932
- The Avenging Ikon (1930)
- The Ghost of a Clue (1931)
- Murder on Monday ..? (1932)
- The Wrong Murder Mystery (1933)
- The Shot from the Door (1934) Publié en français sous le titre La mort frappe à la porte, Paris, Librairie des Champs-Élysées, Le Masque no 370, 1949
- Death Overseas (1937)
- The Boat Train Mystery (1938) Publié en français sous le titre Le Mystère du train de Douvres, Paris, Éditions Rouff, coll. « La Clé » no 28, 1940
- A Case Dead and Buried (1938) Publié en français sous le titre L’Homme double, Paris, Rouff, coll. La Clé no 18, 1939
- Nicholas Lattermole’s Case (1939) Publié en français sous le titre Nicholas Lattermole, Paris, Librairie des Champs-Élysées, Le Masque no 360, 1948

#### Autres romans
- Death in Darkness (1933)
- The Red Star Mystery (1933)
- Death of a First Mate (1935)
- The Thirteenth House (1935)
- Poison in Public (1936) Publié en français sous le titre Empoisonné en public, Paris, Rouff, coll. La Clé no 2, 1938
- The Case for Tressider (1937)
- The Dead Have No Mouths (1940)
- Secrecy at Sandhurst (1951)

### Autobiographie
- Unsought Adventure : Autobiographical Reminiscences (1939)

## Sources
- Jacques Baudou et Jean-Jacques Schleret, Le Vrai Visage du Masque, vol. 1, Paris, Futuropolis, 1984, 476 p. (OCLC 311506692), p. 50-51.
- Claude Mesplède, Dictionnaire des littératures policières, vol. 1 : A - I, Nantes, Joseph K, coll. « Temps noir », 2007, 1054 p. (ISBN 978-2-910-68644-4, OCLC 315873251), p. 167-168.